# Pavle Đurišić
Pavle Đurišić (serbio cirílico: Павле Ђуришић, pronunciado [pâːvle d͡ʑǔriʃit͡ɕ]; 9 de julio de 1909-abril de 1945) fue un oficial serbo-montenegrino del Real Ejército Yugoslavo que llegó a ser comandante chetnik (Vojvoda) y dirigió una proporción significativa del movimiento chetnik de Montenegro durante la Segunda Guerra Mundial. Fue asesinado por unidades de la Ustacha croata en un punto indeterminado de la actual Bosnia y Herzegovina.

## Biografía
Nació en 1909 en Podgorica, capital del entonces Reino de Montenegro, donde se crio hasta la muerte de su padre, Ilija. Tras finalizar la enseñanza secundaria, se trasladó a Berane, donde vivió con su tío, Petar Radović, un juez y antiguo chetnik que había combatido contra la ocupación turca en Montenegro.
En 1927 se incorporó a la academia militar, y en 1930 pasó a formar parte del Real Ejército Yugoslavo, en el que permaneció hasta la invasión de Yugoslavia por las fuerzas del Eje en 1941, que significó su ocupación por parte de la Italia de Benito Mussolini.
Đurišić emergió como uno de los principales comandantes durante el levantamiento popular contra los italianos en Montenegro en julio de 1941, convirtiéndose allí en el líder del movimiento chetnik de Draža Mihajlović, aunque después colaboró con ellos en acciones contra los partisanos yugoslavos. En 1943, las tropas bajo su mando llevaron a cabo varias masacres contra la población musulmana de Bosnia, Herzegovina y el Sandžak. Participaron también en la batalla del Neretva, una operación a gran escala contra los partisanos, junto a las tropas italianas desarrollada entre febrero y abril de 1943. Poco después, Đurišić fue capturado por los alemanes, en mayo, y aunque logró escapar fue recapturado por la Wehrmacht, pese a las protestas italianas. La Gestapo lo mantuvo prisionero en Belgrado.
Tras la capitulación de la Italia fascista, Đurišić fue liberado por los alemanes y comenzó a colaborar con ellos y el Gobierno títere de Serbia, el Gobierno de Salvación Nacional del general Milan Nedić. En 1944, creó el Cuerpo de Voluntarios de Montenegro con la ayuda de los alemanes, Nedić y Dimitrije Ljotić. A finales de 1944, fue condecorado con la Cruz de Hierro de 2.a clase por la comandancia alemana en Montenegro por su valiosa colaboración con los ocupantes.
Fue asesinado en abril de 1945 por unidades militares del Estado Independiente de Croacia (Ustacha y Guardia Nacional Croata), cerca de Bania Luka, después de haber sido capturado junto a Zaharije Ostojić y Petar Baćović, en una operación contra los chetniks, la batalla de Lijevče Polje. Muchos de sus soldados fueron muertos en la misma o en ataques posteriores de los partisanos mientras continuaban su retirada hacia el oeste. Otros intentaron retirarse a Austria, aunque se vieron obligados a rendirse; fueron asesinados por las fuerzas de Tito en el área de Kočevski Rog, al sur de Eslovenia, entre mayo y junio de 1945.
Đurišić fue uno de los más importantes dirigentes chetniks, considerado un líder muy capaz, y sus habilidades de combate fueron tenidas en cuenta tanto por sus aliados como por sus adversarios.